# スーパーいしはら
株式会社スーパーいしはら（英称：Super Ishihara Co.,Ltd.）は、静岡県浜松市を中心に店舗展開するスーパーマーケットチェーン「いしはら」、「フィーネ」を運営する企業でCGCグループに加盟している。本社は静岡県浜松市中央区上島一丁目27-50。

## 沿革
- 1930年4月 創業
- 1958年10月 浜松地区で初めてセルフサービス方式を採用した店舗となる。
- 1961年3月 株式会社スーパーいしはら設立
- 1963年12月 葵町本店をスーパーマーケットとして改装する。
- 1970年12月 浜松市高林2丁目にコンビニエンス・ストア方式による「日赤前店」を開店。
- 1975年12月 年中無休営業を実施する。
- 1976年3月 葵町本店で夜間営業を実施。
- 1977年 砂山店開店
- 1979年3月 CGCグループに加盟。
- 1980年3月 関東地区健康保険組合加入。
- 1980年10月 株式会社「ゆうとう」を系列会社とする。
- 1989年4月 浜松市上島1丁目に「かみじま流通センター」開設。
- 1993年7月 「かみじま流通センター」2階に本部移転。
- 2003年4月27日 葵西店閉店
- 2009年10月31日 泉町店閉店
- 2011年6月30日 砂山店閉店（区画整理のため）

## 店舗
決して車に便利とは言えない住宅密集地にあえて店舗展開をしている。一店舗の商圏はわずか300m-500mに設定。